# Martin Lutero a Worms
La dieta di Worms (in tedesco: Wormser Reichstag) del 1521 fu un'assemblea dei Principi del Sacro Romano Impero che si tenne a Worms, in Germania, dal 28 gennaio al 25 maggio 1521, sotto la presidenza dell'imperatore Carlo V d'Asburgo. L'aspetto storicamente più rilevante della Dieta fu l'audizione di Martin Lutero, convocato per ritrattare le sue tesi: il 6 marzo 1521 Carlo V convocò Lutero a Worms garantendogli un salvacondotto, e dal 16 al 18 aprile Lutero parlò davanti all'assemblea, ma invece di abiurare difese la sua Riforma.

## Il viaggio
Il consiglio della città di Wittenberg gli assegnò una carretta coperta a quattro ruote e due cavalli, e l'Università si fece carico delle spese di viaggio. Il viaggio avrebbe fatto tappa a Lipsia, Erfurt, Eisenach e Francoforte, per raggiungere infine Worms. Per compagnia e protezione, insieme a Lutero viaggiarono un collega, Nicolò Amsdorf, un confratello e uno studente pomerano.
La carretta era preceduta da un araldo a cavallo con le insegne imperiali e quando arrivarono ai confini di Effurt (e non alla porta della città, segno di grande distinzione), il Rettore in persona guidò un corteo di cavalieri in gran pompa che accolse l'ex studente dell'Università con tutti gli onori. In città Lutero tenne una predica a cui accorse così gran folla che la galleria cominciò a scricchiolare pericolosamente ed egli allora per scongiurare il panico disse scherzando: «Riconosco le tue astuzie o Satana».
Un giovane teologo, Justus Jonas, in segno di onore per il riformatore, volle scortare a cavallo la carrozza e così quando Lutero arrivò a Worms più di cento cavalieri dei vari paesi attraversati, gli facevano scorta d'onore. Ma intanto il "diavolo" ci stava mettendo la coda: mentre celebrava la messa a Gotha, alcune pietre caddero dal tetto della chiesa e, presagio ancora peggiore, gli giunse la notizia che l'Imperatore aveva ordinato che gli scritti dell'eretico professore fossero consegnati da chiunque li possedesse per essere distrutti, il che era chiaramente una minaccia di metterlo al bando dell'impero se non avesse ritrattato. Ma, come raccontò lo stesso Lutero, egli disse: «Ci andrò contro tutti i diavoli dell'Inferno». Ma il "diavolo" non desisteva: si ammalò; ma con un salasso e una medicina poté riprendere il viaggio.
A Francoforte pare che Lutero gradisse molto il vino di malvasia; suonò il liuto e cantò in allegria con i suoi compagni.

## La difesa di fronte alla Dieta

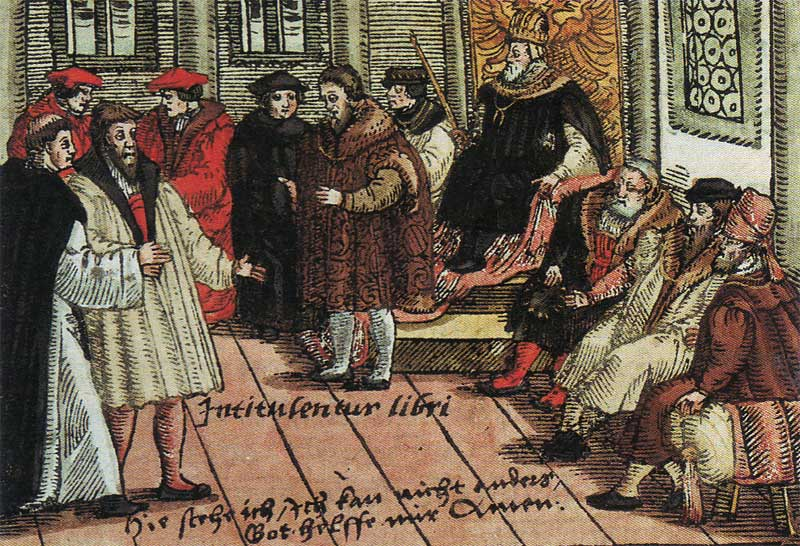
Lutero a Worms

Giunto a Worms la folla era tanta che era salita sui tetti per vederlo. All'albergo lo aspettava il fido Martin Bucero che gli consegnò una lettera di Franz von Sickingen (1481-1523) il quale lo informava che il confessore dell'Imperatore gli aveva scritto affinché consigliasse Lutero a non andare a Worms ma che piuttosto trovasse protezione al castello ben guardato da uomini armati, dove poi sarebbe giunto il vescovo di Treviri, simpatizzante della riforma, che avrebbe trattato con lui per conto dello stesso imperatore. Quando ormai stava per morire, raccontava Lutero ai suoi amici che aveva capito che se i suoi nemici lo volevano allontanare da Worms allora voleva dire che doveva fare del tutto per andarci; egli non aveva paura: «Ero imperterrito ed intrepido; certo Iddio solo può far impazzire un uomo fino a quel punto; non so se sarei allegro adesso».
Il giorno dopo, per recarsi alla dieta vi dovette andare per vicoli e vie traverse per sfuggire alla ressa nelle strade. Dopo aver aspettato due ore ai piedi delle scale, forse un espediente psicologico per disorientarlo, finalmente si trovò alla presenza di Carlo V, che lo scrutava impassibile e silenzioso, e di tutti e sette i principi elettori; tutti i banchi degli ordini imperiali erano stracolmi. Su un tavolo erano gettati alla rinfusa le opere di Lutero. Vi fu un momento di imbarazzo generale che fu superato da un consigliere di Federico che disse: «Intitulentur libri» («Si leggano i titoli»). Lutero a voce bassa e parlando in latino e tedesco, li riconobbe per suoi ma aggiunse che per l'eventuale ritrattazione voleva un po' di tempo per riflettere. I membri della dieta si consigliarono e votarono. L'avvocato imperiale sostenne che Lutero non era degno di una proroga ma, per la buona disposizione dell'Imperatore, gli si concedevano ventiquattr'ore. Carlo V lasciando la sala della dieta aveva detto al suo seguito: «Non sarà costui a farmi eretico».
Il giorno dopo Lutero, ancora dopo una lunga attesa, fu introdotto nella sala della dieta che era già scuro. Alla luce delle torce che accrescevano il caldo di quella sera primaverile. L'avvocato cesareo lo apostrofò bruscamente stupendosi: «come in questioni di fede ci sia tanto da pensare e riflettere: nelle cose della fede non c'è dubbio, non ci può essere dubbio per nessuno. Rispondete dunque». Il "pater Martinus", esprimendosi in latino, dichiarò innanzitutto di parlare anche in difesa della povera nazione tedesca oppressa e angariata dalla corruzione e dalla fiscalità della Chiesa. Quanto poi nei suoi libri riguardava la fede, egli non poteva certo ritrattare e neanche quelle opere che criticavano l'operato del Papa egli poteva ripudiare, poiché era dovere di ogni buon cristiano rimproverare chi si allontanava dalla dottrina evangelica. Egli era invece pronto alla ritrattazione per gli scritti rivolti contro i suoi nemici, poiché riconosceva di avere esagerato nella polemica, ma non per la dottrina. Aggiungeva che egli sapeva bene che dalla sua predicazione sarebbero potuti nascere disordini, ma anche Cristo aveva detto che non era venuto per metter pace. Concluse chiedendo la protezione dell'Imperatore dai suoi nemici. Si doveva ora tradurre in tedesco quanto era stato detto in latino ma Lutero appariva prostrato dalla fatica, dal caldo e dall'emozione tanto che uno dei consiglieri presenti gli disse che, se non se la sentiva, non era necessario continuare. Lutero allora si fece forza e ripeté il suo discorso in tedesco.
L'avvocato imperiale gli contestò che quanto era scritto nei suoi libri era argomento di vecchie eresie ormai confutate e che non era possibile credere che la Chiesa fosse vissuta nell'errore sino all'arrivo di Lutero stesso. Lutero si dichiarò pronto alla ritrattazione solo se lo avessero persuaso con scritti o con parole rifacendosi al Vangelo poiché egli non poteva andare contro la sua stessa coscienza mettendo a rischio la salvezza della sua anima:
L'avvocato cesareo perse la pazienza: credeva il Martinus che la Chiesa avesse sino ad allora errato? «Ebbene sì – rispose Lutero – ha sbagliato e per molti articoli; è chiaro come il sole e lo dimostrerò. Che Dio mi aiuti: sono pronto». A questo punto Carlo V disse di averne abbastanza e lasciò la dieta. La folla presente cominciò a tumultuare e la scorta delle guardie gli si avvicinò, altrettanto fecero i suoi amici temendo volessero arrestarlo ma Lutero li rassicurò: «Non mi arrestano, mi accompagnano». Arrivato nella sua stanza d'albergo, racconta un testimone del tempo, Lutero «alzò le braccia in alto come fanno i vincitori nel torneo» esclamando: «Ce l'ho fatta!» («Ich bin hindurch»).
Carlo V convocò per il giorno successivo in una seduta separata i sette elettori e i maggiori principi e a sua volta disse: «Voi sapete che io discendo da un lungo lignaggio di imperatori cristiani di questa nobile nazione tedesca, dai re cattolici di Spagna, dagli arciduchi d'Austria e dai duchi di Borgogna. Essi sono stati tutti fedeli sino alla morte alla Chiesa di Roma e hanno difeso la fede cattolica e l'onore di Dio. Ho deciso di seguire i loro passi. Un solo frate che va contro tutta la cristianità di un migliaio di anni deve essere nell'errore. Perciò ho deciso di rischiare le mie terre, i miei amici, il mio corpo, il mio sangue, la mia vita e la mia anima. E non soltanto io, ma anche voi di questa nobile nazione tedesca, su cui cadrebbe eterna vergogna se per negligenza vostra dovesse sopravvivervi non dico l'eresia, ma il mero sospetto di eresia».